# Wolfgang Dietz (Politiker)

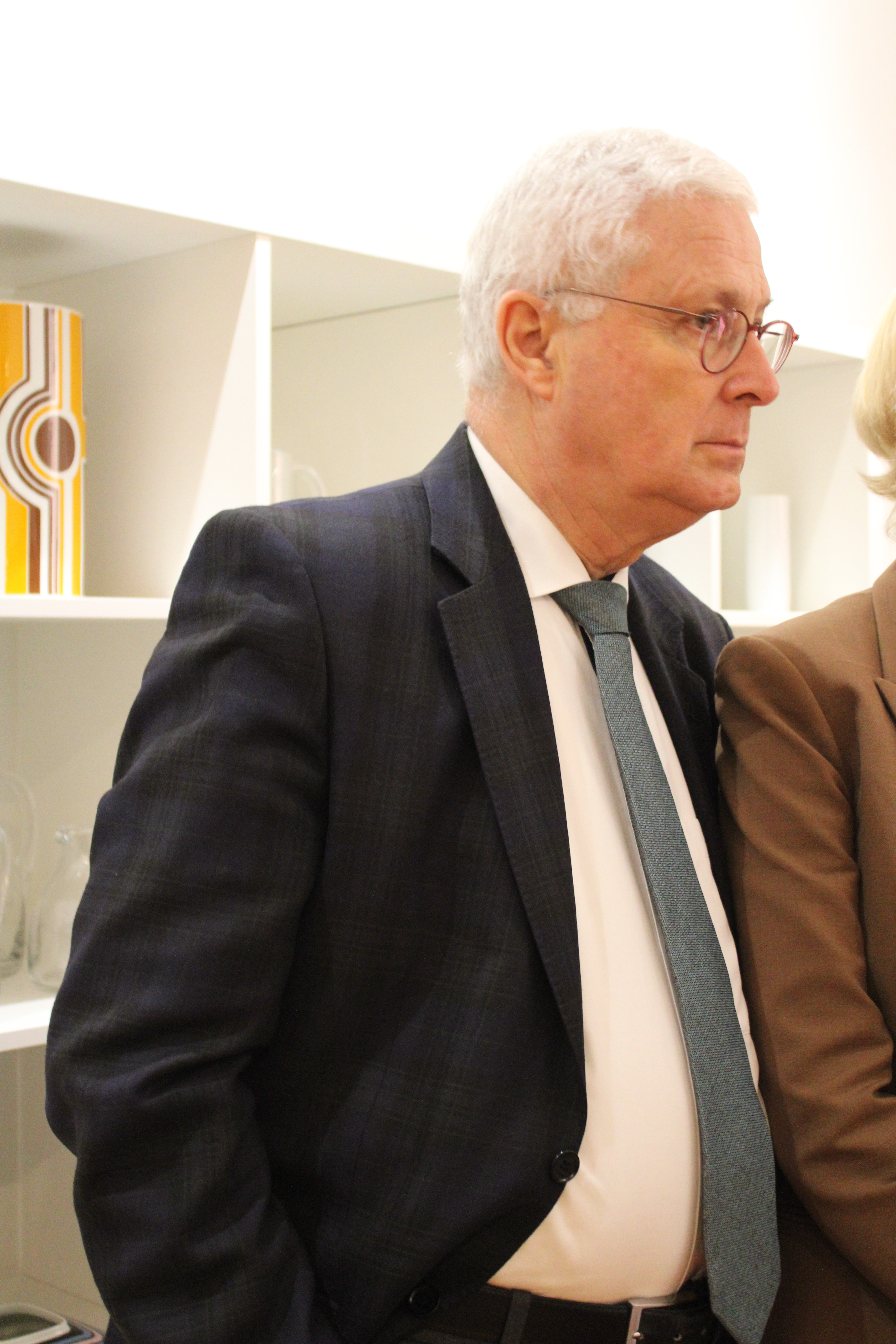
Wolfgang Dietz

Wolfgang Dietz (* 4. Oktober 1956) ist ein deutscher Jurist und Kommunalpolitiker (CDU). Er war von 2000 bis 2024 Oberbürgermeister der Stadt Weil am Rhein.

## Werdegang
Dietz wuchs in Weil am Rhein auf und machte 1975 sein Abitur am Weiler Kant-Gymnasium. Nach dem Wehrdienst studierte er Jura an der Albert-Ludwigs-Universität Freiburg und war von 1981 bis 1984 als Rechtsreferendar im Amts- und Landgericht Freiburg sowie der Stadt Weil am Rhein tätig. Von 1984 bis 1986 leitete er das Umweltschutzamt beim Landratsamt des Rems-Murr-Kreises in Waiblingen. Von 1987 war er zunächst stellvertretender Leiter, ab 1993 Leiter der Vertretung des Landes Baden-Württemberg bei der Europäischen Union in Brüssel.
Dietz wurde 2000 als Nachfolger von Peter Willmann zum Oberbürgermeister der Stadt Weil am Rhein gewählt. 2008 wurde er mit 99,18 % der Stimmen im Amt bestätigt, 2016 mit 87,46 % ein weiteres Mal. Bei der Bürgermeisterwahl 2024 trat er nicht erneut an. Er hatte das Amt bis Ende Mai 2024 inne; ihm folgte Diana Stöcker nach.
Dietz ist seit 1976 Mitglied der katholischen Studentenverbindung K.D.St.V. Falkenstein Freiburg. Zudem sitzt Dietz im Aufsichtsrat der Landesbank Baden-Württemberg.
Am 5. März 2024 wurde dem scheidenden Oberbürgermeister Dietz das Ehrenbürgerrecht der Stadt Weil am Rhein verliehen.
Dietz ist verheiratet und hat zwei Kinder.

## Auszeichnungen
- 2024: Ehrenbürger von Weil am Rhein[8]
- 2025: Ehrenbürger von Huningue[8]